# オスカー・ピーターソン (映画)
『オスカー・ピーターソン』(Oscar Peterson: Black + White) は、2020年に製作され、2021年に公開されたカナダの映画で、バリー・アヴリッチが監督したドキュメンタリー映画。この映画は、カナダのジャズを象徴する、影響力の大きかった人物であったオスカー・ピーターソンを描いたものであり、ビリー・ジョエル、ジョン・バティステ、クインシー・ジョーンズ、ラムゼイ・ルイス、ハービー・ハンコック、ブランフォード・マルサリス、デイヴ・ヤング (ベーシスト)、ラーネル・ルイス、ジャッキー・リチャードソン、ジョー・シーリー、ミーシャ・ブルガーゴーズマン、デンザル・シンクレア (Denzal Sinclaire)、ロビ・ロトスといった人々へのインタビューや、ピーターソン作品の演奏などを盛り込んでいる。
この映画は、2021年の第46回トロント国際映画祭において初公開された。本作は、カナダではベル・メディアがテレビ・ネットワークであるクレイヴのオリジナル作品 (Crave Original) として配給され、国際的にはフリーマントル・メディアによって配給された。

## 受賞
| 賞                           | 授賞式 | 部門                                                 | 受賞者                                                             | 結果       | Ref(s) |
| ---------------------------- | ------ | ---------------------------------------------------- | ------------------------------------------------------------------ | ---------- | ------ |
| カナダ・スクリーン・アワード | 2022   | Best Biography or Arts Documentary Program or Series | Randy Lennox, Jeffrey Latimer, Barry Avrich, Mark Selby            | 受賞       | [ 4 ]  |
| カナダ・スクリーン・アワード | 2022   | Best Direction in a Documentary Program              | Barry Avrich                                                       | 受賞       | [ 4 ]  |
| カナダ・スクリーン・アワード | 2022   | Best Visual Research                                 | Mark Selby                                                         | 受賞       | [ 4 ]  |
| カナダ・スクリーン・アワード | 2022   | Best Editing in a Documentary Program or Series      | Nicolas Kleiman                                                    | ノミネート | [ 5 ]  |
| カナダ・スクリーン・アワード | 2022   | Best Sound in a Non-Fiction Program or Series        | Doug McClement, Richard Spence-Thomas, Teresa Morrow, Gary Vaughan | 受賞       | [ 5 ]  |
| カナダ・スクリーン・アワード | 2022   | Best Writing in a Documentary Program                | Barry Avrich                                                       | ノミネート | [ 5 ]  |